# Двор (община Любляна)
Вижте пояснителната страница за други значения на Двор.
Двор (на словенски: Dvor) е село в Словения, регион Средна Словения, община Любляна. Според Националната статистическа служба на Република Словения през 2015 г. селото има 155 жители.